# Tommaso I di Costantinopoli
Tommaso I (VI secolo – 21 marzo 610) è stato Patriarca ecumenico di Costantinopoli dal 607 fino al 610. La Chiesa ortodossa lo venera come santo e lo ricorda il 21 marzo.

## Carriera
Inizialmente diacono, durante il patriarcato di Giovanni IV venne nominato sakellarios della chiesa di Haghia Sofia di Costantinopoli.
Scomparso il patriarca Ciriaco nel 606, nel 607 venne nominato patriarca di Costantinopoli. L'imperatore Foca lo avrebbe obbligato ad abbandonare il titolo di "ecumenico" su pressione di papa Bonifacio III.

## Leggenda
Secondo la tradizione, durante un processione in Galazia sarebbe avvenuto un prodigio nefasto, interpretato dal profeta Teodoro Siceota come un avvertimento sui tempi di crisi che attendevano la Chiesa. Tommaso avrebbe chiesto al santo di pregare perché il Signore lo richiamasse prima del compimento della profezia.

## Culto
È commemorato il 21 marzo secondo il calendario giuliano (3 aprile secondo il calendario gregoriano).